# 森村泰昌
森村 泰昌（もりむら やすまさ、1951年6月11日 - ）は、日本の現代芸術家。

## 人物
大阪市生まれ。京都市立芸術大学美術学部卒業、専攻科修了。大阪市在住。
1985年にゴッホの《包帯をしてパイプをくわえた自画像》（1889年）に扮する自身が扮したセルフポートレイト写真《肖像・ゴッホ》（1985年）を発表。初めて展覧会評が美術雑誌に載り実質的なデビューを果たす。
1989年にはベニスビエンナーレ/アペルト88に選出され国際的にもデビューを果たし、その後も一貫して「自画像的作品」をテーマに、セルフポートレートの手法で作品を作り続け、国内外で展覧会を開催している。
主な作品には「西洋美術史になった私」シリーズ、「日本美術史になった私」シリーズの他、ハリウッドなどの映画女優に扮した「女優になった私」シリーズや、20世紀をテーマにした「なにものかへのレクイエム」などがある。
2014年、3年に一度、横浜美術館を中心として開催されるヨコハマトリエンナーレ2014「「華氏451の芸術：世界の中心には忘却の海がある」のアーティスティック・ディレクターに就任。2018年11月3日、自身の美術館「M@M（モリムラ＠ミュージアム）」を大阪・北加賀屋に開館する。作品は国内外多数の美術館にパブリックコレクションされている。
2006年、京都府文化功労賞、2007年度、芸術選奨文部科学大臣賞、2011年、第52回毎日芸術賞、日本写真協会賞、第24 回 京都美術文化賞を受賞。2011年秋、紫綬褒章を受章。2025年第４３回京都府文化賞特別功労賞受賞。

## 経歴
大阪市天王寺区細工谷町生まれ。父は茶商。大阪市立桃陽小学校、大阪市立夕陽丘中学校を経て、大阪府立高津高等学校を卒業。1年間の浪人生活ののち、1971年、京都市立芸術大学美術学部工芸科デザインコースに入学。小学生の頃、河井達海の画塾に通う。
1975年（昭和50年）に京都市立芸術大学を卒業。同年に松下電工（現パナソニック電工）株式会社に入社するも3日で退職。京都市立芸術大学に聴講生として学ぶ傍ら、非常勤講師として大阪府立高津高等学校工芸科に勤務。
1976年（昭和51年）、京都市立芸術大学美術学部専攻科デザイン専攻に入学。高校や短期大学の非常勤講師を務める。
1980年（昭和55年）に京都市立芸術大学美術学部映像教室非常勤講師。写真家アーネスト・サトウに師事。
1983年（昭和58年）、京都市のギャラリー・マロニエにて初個展を開催。当初は、静謐で幻想的なオブジェや、身体の手足などのモノクロ写真を撮影し関西周辺で発表していた。
1985年（昭和60年）、自らが扮装してフィンセント・ファン・ゴッホの自画像になる写真作品を発表。以後、自らがセットや衣装に入って西洋の名画を再現する写真で評価を受けた。
1988年（昭和63年）にヴェネツィア・ビエンナーレの若手グループ展「アペルト」部門、1989年には全米を巡回した日本美術展「アゲインスト・ネーチャー－80年代の日本美術」展に参加し、鮮烈な国際デビューを飾った。当初はシミュレーショニズムやアプロプリエーション（盗用芸術）などとの関連、美術史と人種・ジェンダーとの関連、シンディ・シャーマンなど他のセルフポートレートを手法とする作家との比較で語られた。以後、日本各地や海外での個展やグループ展に多数参加している。
2003年（平成15年）に織部賞を受賞。
2007年（平成19年）に設立された大阪創造都市市民会議（クリエイティブオオサカ）の発起人の一人である。
2008年（平成20年）に平成19年度（第58回）芸術選奨文部科学大臣賞を受賞した。
2011年（平成23年）に第52回毎日芸術賞を受賞、同年に紫綬褒章を受章した。
2012年（平成24年）12月に「ヨコハマトリエンナーレ2014」のアーティスティックディレクターの就任が決定した。同年から開催された釜ヶ崎芸術大学で講師を務める。
2018年（平成30年）11月3日、大阪市住之江区北加賀屋に私設美術館「モリムラ@ミュージアム」（M@M）を開設。

## セルフ・ポートレート
彼は、世に良く知られた西洋の名画（エドゥアール・マネ、ルーカス・クラナッハ、ダンテ・ゲイブリエル・ロセッティ、レンブラント・ファン・レイン、レオナルド・ダ・ヴィンチ、フリーダ・カーロといった画家の作品）になりきるにあたって、絵の構成や背景の物などに至るまで詳細なリサーチを重ねる。ライティングやフェイスペインティング、合成やCGなども利用して人物配置、色調、光の位置などまで再現する。

マネ『オランピア』（参考画像）

ただし、リサーチの過程で画家の文化的背景や絵に描かれた人物などを自分なりに解釈した結果、完全な再現でなく大胆な変更を加えることも多い。また西洋絵画の中の人物に扮するにしても、森村自身が黄色人種で日本人で男性だという事実は変えることができない。たとえばエドゥアール・マネ作『オランピア』を再現するに当たり、彼は白人の娼婦と黒人の召使の二人の女性両方に変身したが、これは絵画の中の人種同士の主従関係を際立たせた。また、絵の中央に横たわり男性の欲望の視線にさらされるはずの女性に扮することで、観客の視線を混乱させた。また、小道具の絹の敷物の代わりに日本の着物、猫の代わりに招き猫を置くなどしている。これはわざと日本ローカルのものに置き換えることによる笑いを誘う側面もあるが、一方でローカルの物を普遍性のある名画の中の物と等価にしてしまうことにもつながる。また、着物と招き猫という組み合わせから、日本のステレオタイプである芸者への連想も可能である。
彼はこのように、一枚の写真のなかに人種・民族、ジェンダーなどの問題、作家や美術に対する愛情、美術史の過去から現在に至る研究の積み重ね、画集などのコピーを通じてよく知っている作品のイメージに対する揺さぶりなどを提起している。また、世界的に知られたオリジナルの作品のイメージや、作品内の小道具を代用する大量生産のまがいものやローカルな産品を、彼自身の肉体が入り込む一枚の写真に統合することで互いの距離をゼロにしてしまっている。オリジナルとそのコピーが混在して消費されている現在を表現している作家といえる。
その他、西洋絵画のみならず日本画やマン・レイらの写真、報道写真、マドンナやマイケル・ジャクソンといったポップ・アイコンへの変装、古今東西の名女優への変装、映像作品の制作や映画出演、新聞コラムや書籍の執筆など活動の幅も広い。

## 作品

### 代表作
『第三のモナ・リザ』（1998年）などが有名である。
[芸術新潮、2016年5月号掲載]
- 『自画像のシンポシオン』　カラー写真　2016年(p. 91)
- 『自画像の美術史（マグリット/三重人格）』カラー写真　2016年(p. 92)
- 『自画像の美術史（デューラーの手は、もうひとつの顔である）』カラー写真　2016年(p. 92)
- 『自画像の美術史（ふたりのカラヴァッジョ/ゴリアテを描くダビデ）』カラー写真　2016年(p. 92)
- 『「私」と「わたし」が出会うときー自画像のシンポシオンー』映像作品　2016年(p. 92)
- 『青春の自画像（松本竣介/わたしはどこに立っている1）』カラー写真　2016年(p. 93)
- 『青春の自画像（萬鉄五郎/赤い目）』カラー写真　透明メディウム　2016年(p. 93)
- 『痛ましき腕を持つ自画像（ブルー）』　カラー写真、カンヴァス加工　2011～16年(p. 93)

### その他の作品

#### フィンガー・シュトロン（ノジマ）1-4
1990年制作の作品。カラー写真4点組。タイトルに仏手柑の英語表記「フィンガー・シュトロン」に加え「ノジマ」とあるように、野島康三の「仏手柑」のコピーが1点目にある。残りは、仏手柑の手のように見える部分を人間の手足の指にトランジションさせている3枚の写真で構成されている。
『マイ・フェイバリットーとある美術の検索目録／所蔵作品から』では、両作品が対比されるように配置されている。2016年5月の「オーダーメイド：それぞれの展覧会」でも、両作品が対になって展示された。

### 映画出演
- 『フィラメント』（2002年）辻仁成監督作品 - 澤田篤次郎 役

## 森村泰昌の作品を所蔵している国内美術館
森村泰昌の作品を所蔵している美術館は以下の通りである。2018年11月3日に開設された「モリムラ@ミュージアム」（M@M）を除き、施設によっては必ずしも常時展示されているわけではないが、常設展や企画展等で観覧することが可能である。
- モリムラ@ミュージアム（M@M）（大阪府）
- ふくやま美術館（広島県）
- 静岡県立美術館（静岡県）
- 静岡市美術館（静岡県）
- 島根県立石見美術館（島根県）
- 兵庫県立美術館（兵庫県）
- 新潟県立万代島美術館（新潟県）
- 金沢21世紀美術館（石川県）
- いわき市立美術館（福島県）
- 栃木県立美術館（栃木県）
- ハラ　ミュージアム　アーク（群馬県）
- 埼玉県立近代美術館（埼玉県）
- 東京都現代美術館（東京都）
- 原美術館（東京都）
- 町田市立国際版画美術館（東京都）
- 京都国立近代美術館（京都府）
- 和歌山県立近代美術館（和歌山県）
- 広島市現代美術館（広島県）
- 徳島県立近代美術館（徳島県）
- 高松市美術館（香川県）
- 高知県立美術館（高知県）
- ニューヨーク近代美術館 MOMA(アメリカ）

他
（順不同）
参考：小林康夫・建畠晢（編）『現代アート入門』株式会社平凡社 1998年
独立行政法人　国立美術館公式サイト内「所蔵作品検索」